# V kaverni (Cerkvenik)
V kaverni je drama Angela Cerkvenika iz leta 1924. 

## Osebe
- Herman, major
- Egger, nadporočnik
- Fügner, nadporočnik
- Less, nadporočnik
- Krippner, poročnik
- Schwarz, poročnik
- Plachy, praporščak
- Hruby, narednik
- Dr. Vicich, zdravnik
- Florinda, prostitutka
- Telefonist, Kuhar, Vojaki, Sanitetci, Ordonance

## Vsebina

### 1. dejanje
Kaverna je pod nenehnim topniškim ognjem, vojaki mrmrajo, Fügner je živčno na psu. Ko major po telefonu ukaže, da mora njegova polstotnija takoj na položaj, Egger Fügnerja opraviči in majorju sugerira, naj pošlje Krippnerja, čeprav je bil ta že sedem dni zapovrstjo zunaj in je imel hude izgube. Krippner je ogorčen, ve, da je to Eggerjeva spletka; Egger je hujskal na vojno, poln je odlikovanj, a se skuša izmakniti, kjer se le more – pogum njega in njemu podobnih je laž, strahopetnost, prazne besede! Nesmiselnega ukaza ne bo izpolnil, ne bo brez potrebe izpostavljal vojakov, ki so se komaj vrnili iz ognja. A zviti Plachy majorju javi, da je Krippnerjeva četa že odšla na položaj – tudi predpostavljeni tako delajo, čuvajo svojo rit in pišejo lažniva poročila. Toda Krippner ne prenese laži, če je javljeno, da so odšli, tudi bodo. Vojaki se upirajo, Hruby jih surovo naganja, ko pa je na vrsti sam, se skuša izmakniti. Krippner ga prisili, da odide in si s tem prisluži narednikovo sovraštvo. 

### 2. dejanje
Višji častniki z majorjem in zdravnikom popivajo v majorjevi razkošno opremljeni kaverni, zabava jih lepa Florinda, ki pa na skrivaj ljubi Krippnerja. Veselje se razmahne še zlasti po tem, ko ordonanc prinese sporočilo, da so vsi prejeli odlikovanja. Majorja obvestijo, da se je Krippner vrnil s položaja z zdesetkanim moštvom, in major jezno pozove poročnika na odgovor. Ko Krippner pride, majorju zabrusi, da so štabna poročila in ukazi halucinacije pijancev, ga obtoži za smrt vojakov, mu pljune v obraz in odide. Major besni in ko se Hruby prinese vest, da so vojaki vdrli v častniško skladišče in da jim Krippner drži revolucionarne govore, sklene, da bo nad Krippnerja in njegove vojake poslal stotnijo strelcev; podzemni rov med obema kavernama bo skoraj končan, torej se strelci ne bodo branili priti. Zdravnik bi rad Krippnerja rešil, po njegovem se mu je zmedlo od preživetih grozot, zato pošlje Florindo, naj ga pregovori, da bo šel v bolnišnico. 

### 3. dejanje
Florinda, zdravnik in Plachy Krippnerju na vso moč prigovarjajo, naj z doktorjem odide, saj bo stotnija strelcev, ki naj bi zadušili »upor«, vsak čas tu. A Krippner noče, njegov občutek za dolžnost je premočan, poleg tega pa se mu res že napol blede, po kaverni lovi Hrubyja, da bi ga ustrelil, grozi Eggerju in podobno. Ko po rovu pride major, Krippnerju sadistično ukaže, naj gre na položaj, čeprav Italijani silovito obstreljujejo. Krippner izpolni ukaz, vojake je treba z bičem naganjati iz kaverne, nazaj omahujejo krvavi, napol blazni. Tudi Krippnerju se od vsega hudega do kraja zblede, med krohotom napade Florindo, ki ga skuša zadržati, in se ji zagrize v vrat. Major in njegovi možje ga pobijejo kot steklega psa.